# Sound Schedule
Sound Schedule（サウンド スケジュール）は、日本のスリーピースバンド。1999年に結成し、2006年に解散したが、2011年に再結成した。略称は「サウスケ」。

## メンバー
- 大石昌良（おおいし まさよし、1980年1月5日（45歳） - ）
ボーカル・ギター担当。愛媛県宇和島市出身。
- 川原洋二（かわはら ようじ、1978年7月26日（47歳） - ）
ドラムス・キーボード・パーカッション・コーラス担当。兵庫県神戸市出身。
- 沖裕志（おき ひろし、1979年8月3日（45歳） - ）
ベース・コーラス担当。山口県周南市出身。

## 来歴
1999年3月に神戸商科大学（現・兵庫県立大学）の軽音楽部で結成。神戸、大阪を中心にストリートライブを行う。
2000年11月に神戸芸術本舗よりインディーズ盤フルアルバム『ここからはじまるストーリー』を1000枚限定で発売。2001年9月19日にはメジャーデビューシングル『吠える犬と君』をリリースした。2003年1月24日にテレビ朝日『ミュージックステーション』に出演、「ピーターパン・シンドローム」を披露。2006年10月9日にライブツアー「“Sound Life 〜ありがとう〜”（神戸 ART HOUSE）」をもって解散した。解散後は、大石はソロ活動、川原はヤマハミュージックコミュニケーションズに制作ディレクターとして入社、沖は別のバンドで活動。
解散から5年後、2001年のメジャーデビューから10年の節目の2011年7月13日に、期間限定再結成プロジェクト「Sound Schedule"Project 2011" PLACE」を発表。同日復刻配信限定アルバムとして『ここからはじまるストーリー』を、9月14日にアルバム『PLACE』をリリースし、東京、大阪、名古屋でツアーを行った。再結成当初は期間限定での再結成の予定だったが、2012年12月のライブ中に解散せずに活動を続けることを発表。川原と沖の二人は会社員を続けながら参加している。
バンド結成20周年の2019年に東京LIQUIDROOMで行われたライブを収録した、バンドとして初となるBlu-rayの映像作品『Sound Schedule Live Tour “PLACE2019” LIQUIDROOM』を2020年3月25日を発売した。

## ディスコグラフィ

### シングル

#### CD
|                  | 発売日         | タイトル                   | 規格品番       | 最高位         | 初収録アルバム                   |                |
| DANGUY RECORDS   | DANGUY RECORDS | DANGUY RECORDS             | DANGUY RECORDS | DANGUY RECORDS | DANGUY RECORDS                   | DANGUY RECORDS |
| ---------------- | -------------- | -------------------------- | -------------- | -------------- | -------------------------------- | -------------- |
| 1st              | 2001年9月19日  | 吠える犬と君               | YCDL-00002     |                | 『イマココニアルモノ』           |                |
| 2nd              | 2001年11月21日 | 君という花                 | YCDL-00005     | 97位           | 『イマココニアルモノ』           |                |
| 3rd              | 2002年4月17日  | 幼なじみ                   | YCDL-00006     | 29位           | 『イマココニアルモノ』           |                |
| 4th              | 2002年12月11日 | ピーターパン・シンドローム | YCDL-00007     | 48位           | 『456』                          |                |
| 5th              | 2003年4月16日  | ことばさがし               | YCDL-00008     | 25位           | 『456』                          |                |
| 6th              | 2003年7月9日   | さらばピニャコラーダ       | YCDL-00009     | 25位           | 『456』                          |                |
| 7th              | 2004年6月9日   | スペシャルナンバー         | YCCL-30001     |                | 『ビオトープ』                   |                |
| 8th              | 2005年1月19日  | アンサー                   | YCCL-30002     |                | 『ビオトープ』                   |                |
| Myodanys Records |                |                            |                |                |                                  |                |
| 9th              | 2016年9月21日  | TIME MACHINE               | DDCZ-2114      | 67位           | 『Sound Schedule ALL TIME BEST』 |                |

#### カセットテープ
| 発売日       | タイトル   | 品番      | 収録アルバム | 備考                                                                         |
| ------------ | ---------- | --------- | ------------ | ---------------------------------------------------------------------------- |
| 2001年7月6日 | コモリウタ | YCTL-0001 | 『FUTURE』   | メジャーデビュー前にタワーレコード大阪梅田・心斎橋・神戸店で限定販売された。 |

### アルバム

#### フル・アルバム
|                | 発売日        | タイトル                   | 規格品番     | 最高位       | 備考                                     |              |
| 神戸芸術本舗   | 神戸芸術本舗  | 神戸芸術本舗               | 神戸芸術本舗 | 神戸芸術本舗 | 神戸芸術本舗                             | 神戸芸術本舗 |
| -------------- | ------------- | -------------------------- | ------------ | ------------ | ---------------------------------------- | ------------ |
| 1st            | 2000年11月1日 | ここからはじまるストーリー | KGH-C-007    |              | インディーズ盤 2011年7月13日復刻配信開始 |              |
| DANGUY RECORDS |               |                            |              |              |                                          |              |
| 2nd            | 2002年7月10日 | イマココニアルモノ         | YCCL-00001   |              |                                          |              |
| 3rd            | 2003年10月8日 | 456                        | YCCL-00003   |              |                                          |              |
| 4th            | 2005年3月2日  | ビオトープ                 | YCCL-10001   |              |                                          |              |
| 5th            | 2011年9月14日 | Place                      | YCCL-10008   | 47位         |                                          |              |
| 6th            | 2012年9月5日  | FUTURE                     | YCCL-10009B  | 79位         |                                          |              |

#### ミニ・アルバム
|                  | 発売日           | タイトル         | 規格品番         | 最高位           |                  |
| Myodanys Records | Myodanys Records | Myodanys Records | Myodanys Records | Myodanys Records | Myodanys Records |
| ---------------- | ---------------- | ---------------- | ---------------- | ---------------- | ---------------- |
| 1st              | 2014年9月10日    | LIVE             | DDCZ-1971        | 73位             |                  |

#### 配信限定アルバム
| 1st | 2006年2月8日 | 甘い夜 | iTunes Store限定で発売。 |

#### ベスト・アルバム
|                | 発売日         | タイトル                     | 規格品番       | 最高位         |                |
| DANGUY RECORDS | DANGUY RECORDS | DANGUY RECORDS               | DANGUY RECORDS | DANGUY RECORDS | DANGUY RECORDS |
| -------------- | -------------- | ---------------------------- | -------------- | -------------- | -------------- |
| 1st            | 2006年9月20日  | THE COMPLETE SS              | YCCL-10004     | 44位           |                |
| 2nd            | 2019年3月27日  | Sound Schedule ALL TIME BEST | YCCL-10010〜11 | 42位           |                |

### 映像作品
|                | 発売日         | タイトル                                                     | 規格品番       | 最高位         |                |
| DANGUY RECORDS | DANGUY RECORDS | DANGUY RECORDS                                               | DANGUY RECORDS | DANGUY RECORDS | DANGUY RECORDS |
| -------------- | -------------- | ------------------------------------------------------------ | -------------- | -------------- | -------------- |
| 1st            | 2005年8月24日  | SS FILMS 〜Sound Schedule 8 Clips of Singles〜               | YCBL-10001     | 149位          |                |
| 2nd            | 2006年2月8日   | SS LIVES 〜Sound Schedule Live Tour "you can't beat that."〜 | YCBL-10002     | 60位           |                |
| 3rd            | 2020年3月5日   | Sound Schedule Live Tour “PLACE2019” LIQUIDROOM              | YCXL-10001     | 62位           |                |

### スコアブック
- Sound Schedule 5 Single （ヤマハミュージックメディア、2003年4月24日）ISBN 978-4-636-16259-2
- Sound Schedule 10 Songs （ヤマハミュージックメディア、2003年10月22日）ISBN 978-4-636-16338-4

### 参加作品
| 発売日 | タイトル           | 販売形態 | 収録曲 |
| ------ | ------------------ | -------- | --- |
| 2000年 | 神戸芸術本舗 VOL.2 | CD       | 神戸芸術本舗によるコンピレーションアルバム。 Sound Scheduleの楽曲としては、3曲目に「DASH」、4曲目に「ちょっとだけ」が収録されている。 |

## タイアップ一覧
| 使用年 | 楽曲                       | タイアップ先                                                        |
| ------ | -------------------------- | ------------------------------------------------------------------- |
| 2001年 | 吠える犬と君               | 日本テレビ系『アッコとマチャミの新型テレビ』9月度エンディングテーマ |
| 2001年 | 君という花                 | TBS系『JNNスポーツ&ニュース』テーマソング                           |
| 2002年 | 幼なじみ                   | TBS系『COUNT DOWN TV』2002年4月度エンディングテーマ                 |
| 2002年 | 大学物語                   | 日本テレビ系『ロンブー龍』2002年7〜9月度エンディングテーマ          |
| 2002年 | ピーターパン・シンドローム | 日本テレビ系『AX MUSIC-TV』AX POWER PLAY #020テーマソング           |
| 2002年 | ピーターパン・シンドローム | スキージャム勝山 CMソング                                           |
| 2003年 | ことばさがし               | テレビ神奈川『saku saku』 2003年4月度エンディングテーマ             |
| 2003年 | さらばピニャコラーダ       | TBS系『おかしや?さんま!』2003年7〜9月度エンディングテーマ           |
| 2004年 | スペシャルナンバー         | テレビ東京系『たけしの誰でもピカソ』7〜9月度エンディングテーマ      |
| 2004年 | スペシャルナンバー         | テレビ神奈川『音楽缶』6月度テーマソング                             |
| 2004年 | スペシャルナンバー         | サンテレビ『KOBE CALLING』6月度エンディングテーマ                   |
| 2005年 | アンサー                   | NHK-BS2『週刊なびTV』エンディングテーマ                             |
| 2005年 | アンサー                   | テレビ神奈川『音楽缶』3月度テーマソング                             |
| 2005年 | コンパス                   | ジュビロ磐田イメージソング                                          |
| 2005年 | コンパス                   | 「第84回全国高等学校ラグビーフットボール大会」テーマソング          |
| 2006年 | クライマックス             | ジュビロ磐田イメージソング                                          |

## ミュージックビデオ
| 監督           | 曲名 |
| 井上哲央       | 「ことばさがし」「さらばピニャコラーダ」「アンサー」「幼なじみ」「ピーターパン･シンドローム」「君という花」「甘い夜」 |
| Sound Schedule | 「グッドモーニング」                                                                                                  |
| ミヨカワナオコ | 「スペシャルナンバー」                                                                                                |
| マサオ         | 「吠える犬と君」 |
| 不明           | 「同じ空の下で」 |

## 出演番組
- AM808。マジっすよ!（MBSラジオ、2001年4月6日 - 2002年3月22日） - 金曜担当、大石のみ出演
- Seaside Sounds（bayfm、2002年1月 - 2003年6月）
- Bサンデー（MBSラジオ、2002年4月 - 2004年3月21日） - 大石のみ出演
- ラジオアミューズメントパーク（文化放送、2003年10月 - 2004年3月24日） - 水曜担当
- ゴーゴーモンキーズ（MBSラジオ、2004年3月30日 - 2006年3月） - 火曜担当、大石のみ出演
- MBSうたぐみ Smile×Songs（MBSラジオ、2011年9月） - マンスリーゲスト
- 月極うたぐみ（MBSラジオ、2012年8月） - マンスリーパーソナリティ

## 主なライブ

### ワンマンライブ・主催イベント
- 2003年 - Live Tour『456』〜シェイキャバディ〜
- 2004年 - ひざからアクセル ツアー2004
- 2005年 - Live Tour "you can't beat that"
- 2005年 - Sound Life 2005〜再開〜
- 2006年 - Sound Life 〜ありがとう〜
- 2011年9月17日 - 9月25日 - Live tour『PLACE』
- 2012年9月29日 - 10月20日 - Live tour『PLACE 2012』
- 2013年9月20日 - 09月28日 - Live tour『PLACE 2013』
- 2014年9月25日 - 10月29日 - Live tour『PLACE 2014』
- 2015年9月19日 - 09月22日 - Live tour『PLACE 2015』
- 2016年9月25日 - 10月08日 - Live tour『PLACE 2016』
- 2017年9月23日 - 10月01日 - Live tour『PLACE 2017』
- 2018年9月29日 - 01月04日 - Live tour『PLACE 2018』
- 2019年9月28日 - 01月03日 - Live tour『PLACE 2019』
- 2020年9月27日 - Live tour『PLACE 2020』[注 1]
- 2021年10月2日 - 10月9日 - Live tour『PLACE 2021』[20]
- 2022年10月01日 - 10月15日 - Live tour『PLACE 2022』[21]

### 出演イベント
- 2001年10月19日 - MINAMI WHEEL 2001
- 2002年08月17日 - STAR STOCK '02
- 2002年10月19日 - MINAMI WHEEL 2002
- 2002年12月14日 - EDGE LIVE 4U
- 2003年08月23日 - MONSTER baSH 2003
- 2005年03月22日 - フジファブリック スプリングツアーネオマレルミン2005
- 2005年08月26日 - TREASURE052 2005 〜daybreak〜
- 2011年10月16日 - MINAMI WHEEL 2011
- 2013年06月30日 - アルカラ presents 神戸ライブサーキットイベント ネコフェス2013
- 2013年09月23日 - KANSAI LOVERS 2013
- 2013年10月06日 - 吉川 Family Presents『僕らの街から』 Vol.5
- 2013年10月13日 - MINAMI WHEEL 2013
- 2014年06月29日 - ネコフェス2014 -KUDAKENEKO ROCK FESTIVAL 2014-
- 2014年09月13日 - KANSAI LOVERS 2014
- 2014年09月21日 - The Word -next!!!-
- 2014年10月12日 - MINAMI WHEEL 2014
- 2015年03月25日 - ア・ル・カ・ラ LIVE DVD "20141207" 発売記念ツアー「ついに来てしまいましたTOUR2015」
- 2015年06月28日 - ネコフェス2015 -KUDAKENEKO ROCK FESTIVAL 2015-
- 2016年06月26日 - ネコフェス2016 くだけねこロックフェスティバル
- 2017年06月25日 - ネコフェス2017 -KUDAKENEKO ROCK FESTIVAL-
- 2018年06月24日 - ネコフェス2018 -KUDAKENEKO ROCK FESTIVAL-
- 2019年06月23日 - ネコフェス2019 -KUDAKENEKO ROCK FESTIVAL-[注 2]
- 2020年10月11日 - 音楽処 15周年アニバーサリーライブ[注 3]
- 2025年9月28日 - オーイシSSA 〜オーイシマサヨシ ワンマンライブ at さいたまスーパーアリーナ〜